# Hylarana albolabris
Hylarana albolabris es una especie de anfibio anuro de la familia Ranidae.
Se encuentra en Angola, Camerún, República Centroafricana, República del Congo, República Democrática del Congo, Costa de Marfil, Guinea Ecuatorial, Gabón, Ghana, Guinea, Kenia, Liberia, Nigeria, Sierra Leona, Tanzania , Togo, Uganda y, posiblemente en Burundi y Ruanda.